# Восточный (Староминский район)
Восточный — посёлок в Староминском районе Краснодарского края.
Входит в состав Рассветовского сельского поселения.

## География

### Улицы
| - пер. Школьный, - ул. Большевистская, - ул. Октябрьская, - ул. Петровская, - ул. Пушкина, - ул. Советская, | - ул. Ф. Энгельса, - ул. Центральная, - ул. Чапаева, - ул. Чкалова, - ул. Южная. |

## Население
| 2002 | 2010 |
| ---- | ---- |
| 281  | ↗286 |